# Otterbach (Bühler)
Der Otterbach ist ein über 7 km langer, ungefähr ostwärts laufender Bach auf der Haller Ebene im Nordosten Baden-Württembergs, meist im Stadtgebiet von Schwäbisch Hall, der etwas vor dem Weiler Oberscheffach der Kleinstadt Ilshofen ebenfalls im Landkreis Schwäbisch Hall von links in die untere Bühler mündet.

## Geographie

### Verlauf
Der Otterbach entspringt auf etwa 405 m ü. NHN an der L 2218, wenig östlich der Abzweigung der K 2658 in Richtung Schwäbisch Hall-Eltershofen, an einem Hügel der intensiv ackerbaulich genutzten Haller Ebene. Ganz zu Anfang ein bloßes feldwegbegleitenden Rinnsal, fließt der Bach seine ersten 2 km nach Südosten auf Altenhausen zu, passiert dabei den Landeplatz Schwäbisch Hall-Weckrieden in dessen Nordosten und verläuft schon vor Altenhausen in einer feuchten Niederung, einstmals ein Sumpfgebiet.
Beim Weiler Altenhausen, der zu seiner Rechten liegt, kehrt er sich auf Dauer nach Osten, unterquert die auf dem Damm eines früheren Sees verlaufende Dorfverbindungsstraße Altenhausen–Veinau und erreicht dann den Ortsrand des Dorfes Tüngental. Vorher ein begradigtes, in sehr flacher Mulde kaum eingetieftes Gewässer, bildet der Otterbach nun erstmals Wiesenmäander aus, nimmt dann im Ort den von Nordwesten her zufließenden Lohwiesenbach auf und gräbt sich nach Durchqueren dieser einzigen größeren Siedlung an seinen Ufern merklich in den hier steinig werdenden Untergrund ein. Bachabwärts an der Kläranlage Tüngentals erreicht ihn von Süden her der Rössbach, der das Ackerland zwischen dem Hessentaler Industriegebiet, dem Waldstück Hasenbühl im Süden Tüngentals am Anstieg zu den Keuperbergen und Matheshörlebach im Südosten entwässert.
Danach tritt der Bach bis zur Mündung in eine enge, bewaldete Schlucht ein, die sogenannte Otterbachklinge, in der er über Felsbänke herabfließend auf etwa einem Drittel seiner Länge etwa zwei Drittel seines Gefälles eingräbt. Nach etwa einem Drittel der Schluchtstrecke fließt ihm von links sein längster Nebenfluss zu, der Rotbach, welcher seinen Ursprung beim nordwestlich gelegenen Weiler Ramsbach hat; auf seinem letzten starken halben Kilometer ebenfalls ein Waldklingenbach, stürzt dieser Zufluss wenige Schritte vor der Mündung einen übermannshohen Wasserfall herab.
Am Ausgang der Otterbachklinge fließt der Bach noch unter einer Brücke der K 2665 Matheshörlebach–Großaltdorf durch und mündet dann südwestlich des Talweilers Ilshofen-Oberscheffach in deren breiter Aue auf 295 m ü. NHN nach etwa 7,4 km langem Lauf von links und Westen in die untere Bühler.

### Einzugsgebiet
Der Otterbach entwässert 15,2 km² des westlichen Teils Haller Ebene, die ein Unter-Naturraum der Hohenloher und Haller Ebene ist und zwischen Kocher im Westen, Bühler im Osten und Limpurger Bergen im Süden liegt, ostwärts zur Bühler. In der Mitte seines Einzugsgebiets liegt die Ortschaft Tüngental, seine Extrempunkte sind ungefähr
- im Süden der untere Hasenbühl bei Hessental;
- im Westen der Adolf-Würth-Airport;
- im Nordwesten die Abzweigung der K 2658 nach Eltershofen von der L 2218 Schwäbisch Hall–Ilshofen;
- im Norden der Wasserturm von Bühlerzimmern (Gemeinde Braunsbach);
- im Osten der Fuß der Talsteige der K 2665 von Jagstrot hinab nach Oberscheffach.

Der höchste Punkt im Einzugsgebiet liegt an seiner Südspitze im Hasenbühl am Anstieg zu dem Limpurger Bergen, wo das Geländeniveau am Schützenhaus im Hasenbühl unter einem vorgeschichtlichen Grabhügel etwa 436 m ü. NHN erreicht. Der Bühlerzimmerner Wasserturm an der Nordspitze steht etwas niedriger auf etwa 427 m ü. NHN.
Im Südwesten und Westen liegen die Nachbar-Einzugsgebiete von Waschbach bei Hessental und Wettbach bei Weckrieden, die zum Kocher fließen. Auffällig ist, dass sie von der Breite der Hochebene zwischen Kocher und Bühler nur den kleineren Teil gewinnen konnten, obwohl sie eine deutlich tiefere Erosionsbasis haben als der recht weit flussoben in die Bühler mündende Otterbach. Im Nordwesten und Norden konnten der Kocherzufluss Diebach bei Eltershofen und dessen Zufluss Ölklingenbach um Veinau sich stärker durchsetzen. Im Nordosten und Osten, wo die Wasserscheide wenig zur Linken des Rotbachs verläuft mit einem Abstand zur aufnehmenden Bühler von meist unter einem Kilometer, haben außer Hangbächen dazwischen kaum andere Bühlerzuflüsse Raum. Im Süden zwischen Bühler und Hasenbühl konkurriert der ebenfalls nach Osten zur Bühler entwässernde Sulzdorfer Schwarzenlachenbach mit seinen Zuflüssen, dazwischen bei Jagstrot ein winziger Bach zur Bühler.
Im Einzugsgebiet des Otterbaches herrscht der Ackerbau vor. Die Oberläufe der Gewässer liegen regelmäßig in flachen, feuchten Mulden, in denen Grünland das Bild bestimmt, ebenso am Nordrand des Hasenbühls und auf dem Flugplatzgelände im Westen. Der wenige Wald steht auf einigen kleinen Kuppen, auf der Hanglage des Hasenbühls und in den zwei genannten Klingen.
Ein Vorsprung des Gemeindegebietes von Ilshofen mit einer Fläche von unter 10 ha ragt etwa 400 m von der Mündung aufwärts in die untere Otterbachklinge hinein; im Norden beim Bühlerzimmerner Wasserturm gehören von der zum Otterbach entwässernden Seite der Hügelkuppe weniger als 20 ha zur Gemeinde Braunsbach. Das gesamte übrige Einzugsgebiet gehört zur Stadt Schwäbisch Hall.

### Zuflüsse und Seen
Hierarchische Liste der Zuflüsse und  Seen von der Quelle zur Mündung. Gewässerlänge, Seefläche, Einzugsgebiet und Höhe nach den entsprechenden Layern auf der Onlinekarte der LUBW. Andere Quellen für die Angaben sind vermerkt.
Ursprung des Otterbachs auf etwa 405 m ü. NHN neben der L 2218 nahe der Abzweigung nach Eltershofen in Richtung Veinau am Dreieck der Stadtgemarkungen von Eltershofen, Tüngental und Weckrieden, alle Stadt Schwäbisch Hall. Der im Oberlauf unbeständig wasserführende Bach läuft zunächst in einem Graben neben einem Grasweg südöstlich.
- (Anderer unbeständiger Oberlauf), von links und Norden auf etwa 398 m ü. NHN an einem Feldwegkreuz, ca. 0,4 km[LUBW 7] und ca. 0,2 km². Entsteht auf etwa 398 m ü. NHN ebenfalls neben der L 2218 näher an Veinau. Wenig kürzerer und einzugsgebietsärmerer Oberlauf.
- (Unbeständiger Grabenzulauf), von links und Nordnordosten auf etwa 392 m ü. NHN nordöstlich des Flughafengeländes, ca. 0,3 km[LUBW 7] und ca. 0,3 km². Entsteht auf etwa 398 m ü. NHN an einem Feldweg und durchläuft das Gewann Streitbusch.
- (Unbeständiger Zufluss), von rechts und Westen auf wenig über 390 m ü. NHN nordwestlich von Altenhausen, ca. 0,7 km[LUBW 7] und ca. 0,4 km². Entsteht auf etwa 394 m ü. NHN beim Kaiserhof.
Ab diesem Zufluss zieht der Otterbach etwa östlich
- (Graben), von rechts und Süden auf unter 390 m ü. NHN neben der otterbachquerenden K 2600 Altenhausen–Veinau im Bereich der ehemaligen Wasserburg Altenhausen, ca. 0,2 km[LUBW 7] und ca. 0,4 km². Entsteht auf etwa 401 m ü. NHN südöstlich von Altenhausen.
- (Bach aus den Hölzleswiesen[LUBW 8]), von links und Westnordwesten auf 384,3 m ü. NHN[LUBW 2] neben einem baumumstandenen kleinen Fischteich etwa 0,3 km westlich des Ortsrandes von Tüngental, 0,7 km und ca. 0,5 km². Entsteht auf etwa 394 m ü. NHN als Seitengraben eines von der K 2600 abzweigenden Feldwegs.
- (Bach aus dem Gewann Kalter Brunnen[LUBW 9]), von links und Nordnordwesten auf etwa 384 m ü. NHN kurz nach dem vorigen, ca. 0,5 km[LUBW 7] und ca. 0,3 km². Entsteht auf etwa 394 m ü. NHN als Feldweggraben an einem Feldwegkreuz.
- Lohwiesenbach, von links und Nordwesten auf etwa 377 m ü. NHN verrohrt an der Bachbrücke der Ramsbacher Straße in Tüngental, 1,41 km und ca. 1,1 km². Entsteht auf etwa 401 m ü. NHN an der Straße von Veinau her am Südrand des Gemeindewalds.
- Passiert auf etwa 373 m ü. NHN einen Kleinteich links am Lauf wenig unterhalb von Tüngental, unter 0,1 ha.
- Rössbach[LUBW 10], von rechts und Südwesten auf 368,3 m ü. NHN[LUBW 2] kurz vor der Kläranlage von Tüngental an dessen Stadtteilgemarkungsgrenze zu Sulzdorf, 2,1 km und ca. 4,0 km². Entsteht in beständigem Lauf auf etwa 389 m ü. NHN an einem Feldweg etwas nördlich der Bahnstrecke Heilbronn–Crailsheim im Bereich von deren Nordbogen um den Hügelwald Hasenbühl.
  - (Stichgraben), von rechts und Süden auf etwa 387 m ü. NHN im Grund, ca. 0,2 km[LUBW 7] und unter 0,1 km². Entsteht auf etwa 389 m ü. NHN wenig östlich des Hauptlaufs. Unbeständig.
  - (Unbeständiger Zufluss), von links und Westen auf 385,9 m ü. NHN[LUBW 2] aus dem Sandbauernfeld, ca. 0,5 km[LUBW 7] und ca. 0,2 km². Entsteht auf etwa 395 m ü. NHN
  - (Unbeständiger Zufluss), von links und Westen auf etwa 384 m ü. NHN, ca. 0,6 km[LUBW 7] und ca. 0,2 km². Entsteht auf etwa 393 m ü. NHN.
  - Sonderbach, von links und Westen auf 379,1 m ü. NHN[LUBW 2] südsüdöstlich von Tüngental, 2,0 km und ca. 0,9 km². Entsteht auf etwa 393 m ü. NHN nahe dem Ostende der Rollbahn des Flugplatzes.
    -  Entfließt auf etwa 394 m ü. NHN einem Teich am Straßenkreisel der Haller Nordostumgehung zwischen dem Hessentaler Gewerbegebiet Gründle im Süden und dem Ostende des Flughafengeländes im Norden, über 0,1 ha.

  - Matheshörlebach, von rechts von zuletzt Südosten in einem Rechtsbogen durch den Weiler Matheshörlebach auf etwa 371 m ü. NHN unterhalb der Rössbachbrücke der K 2665 Tüngental–Matheshörlebach, 1,8 km und ca. 1,3 km². Entsteht auf etwa 390 m ü. NHN zwischen dem Hasenbühl und der Bahnstrecke im Südwesten und dem Weiler Matheshörlebach im Nordosten, fließt anfangs östlich und durchquert den Weiler in einem weiten Bogen nach links.
- Hägbach, von rechts und Süden auf unter 340 m ü. NHN wenig vor dem folgenden, 0,3 km und ca. 0,4 km². Entsteht auf etwa 391 m ü. NHN im Gewann Hägele.
- Rotbach, im Unterlauf und früher auf ganzer Länge wohl auch Wonbach[4], von links und Nordwesten auf 336,6 m ü. NHN[LUBW 2] südöstlich von Otterbach und wenig unterhalb seines Wasserfalls, 3,3 km und ca. 3,4 km². Entsteht auf etwa 411 m ü. NHN am südöstlichen Rand von Ramsbach.
  - (Unbeständiger Zufluss), von links und Norden auf etwa 410 m ü. NHN etwa hundert Meter nach dem Ursprung, ca. 0,9 km[LUBW 7] und ca. 0,4 km². Entsteht auf etwa 420 m ü. NHN am fernen Rand der kleinen Waldinsel Stockhölzle im Norden von Ramsbach.
  - Bräckenwiesengraben, von rechts und Westnordwesten auf etwa 388 m ü. NHN in den Bräckenwiesen, ca. 1,6 km[LUBW 7] und ca. 0,6 km². Entsteht auf etwa 415 m ü. NHN östlich des Gemeindewalds an der K 2571 Bühlerzimmern–Tüngental. Längstenteils Feldweggraben in natürlicher Talmulde.
  - (Zeitweiliger Teichabfluss), von links und Nordosten auf etwa 387 m ü. NHN weniger als hundert Meter nach dem vorigen, ca. 0,1 km[LUBW 7] und unter 0,1 km². Der Teich liegt auf etwa 397 m ü. NHN im Gewann Hofbinsenäcker.
- (Altarmrest), von links und Westen auf etwa 300 m ü. NHN kurz vor dem Austritt des Otterbachs aus seiner Klinge ins Bühlertal, unter 0,1 km[LUBW 7] und unter 0,1 km².

Mündung des Otterbachs von links und Westen auf 295 m ü. NHN etwa 400 m südsüdwestlich von Ilshofen-Oberscheffach in die Bühler. Der Bach ist 7,3 km lang und hat ein Einzugsgebiet von 15,2 km².

### Geologie
Der größte Teil des Bachlaufes wie des ganzen Einzugsgebietes liegt im Unterkeuper (Lettenkeuper); diesem liegt in höheren Lagen teilweise Löss auf, der der Landwirtschaft sehr vorteilhafte Böden für den Ackerbau bietet. Im äußersten Süden hat das Einzugsgebiet im Hasenbühl einen Anteil am unteren Anstieg zu den Limpurger Bergen, hier steht Gipskeuper (Grabfeld-Formation) an. Die Otterbachklinge ebenso wie die Klinge des Rotbaches liegen im Oberen Muschelkalk.

## Natur und Schutzgebiete
Der Otterbach ist ein vor und in Tüngental teils stark verändertes, danach außer an der Kläranlage des Ortes und im Mündungsbereich sehr naturnahes Gewässer. In seiner Unterlaufklinge und der unteren linken Seitenklinge des Rotbachs erheben sich bis zu vier Meter hohe Felsen über den Gewässern.
Unterhalb von Tüngental tritt der Bach bald ins Landschaftsschutzgebiet Bühlertal zwischen Vellberg und Geislingen mit Nebentälern und angrenzenden Gebieten ein, das neben der unteren Talmulde des Otterbachs auch die tiefen unteren Talabschnitte von Rössbach und Rotbach umfasst. Er mündet im als schmales Band um die Bühler liegenden Naturschutzgebiet Unteres Bühlertal.

## Geschichte
Der von der Dorfverbindungsstraße Altenhausen–Veinau genutzte alte Damm staute vormals einen See auf, der zur Wasserburg Altenhausen gehörte. Von dieser ist außer einem etwas eigentümlichen, aber dem unbelehrten Auge in der Natur unauffälligen Geländeprofil nördlich des dortigen Otterbach-Laufes nichts mehr zu sehen.
Am oberen Rotbach hat früher die Wasserburg Ramsbach am Rand des gleichnamigen Weilers gestanden, von der nichts mehr zu erkennen ist.
Näheres dazu und zu den ehedem ansässigen Adelsfamilien erwähnt die Hällische Chronik.

### LUBW
Amtliche Online-Gewässerkarte mit passendem Ausschnitt und den hier benutzten Layern: Lauf und Einzugsgebiet des Otterbachs

Allgemeiner Einstieg ohne Voreinstellungen und Layer: Daten- und Kartendienst der Landesanstalt für Umwelt Baden-Württemberg (LUBW) (Hinweise)
1. 1 2 3 4  Höhe nach dem Höhenlinienbild auf dem Hintergrundlayer Topographische Karte.
2. 1 2 3 4 5 6 7  Höhe nach grauer Beschriftung auf dem Hintergrundlayer Topographische Karte.
3. 1 2  Länge nach dem Layer Gewässernetz (AWGN).
4. 1 2  Einzugsgebiet nach dem Layer Basiseinzugsgebiet (AWGN).
5. ↑  Seefläche nach dem Layer Stehende Gewässer.
6. ↑  Einzugsgebiet abgemessen auf dem Hintergrundlayer Topographische Karte.
7. 1 2 3 4 5 6 7 8 9 10 11 12  Länge abgemessen auf dem Hintergrundlayer Topographische Karte.
8. ↑  Nach dem Layer Gewässername mit Name Kalter Brunnen. Jedoch fließt erst der hier nächstgenannte Zufluss zufolge dem Hintergrundlayer Topographische Karte durch die Gemarkung Kalter Brunnen, deshalb vermutlich eine Vertauschung bei der metonymischen Benennung.
9. ↑  Siehe die Fußnote zum Namen des vorigen Zuflusses.
10. ↑  Auf dem Hintergrundlayer Topographische Karte nach dessen Zufluss als Sonderbach beschriftet.
11. ↑  Schutzgebiete nach den einschlägigen Layern, Natur teilweise nach dem Layer Biotop.

### Andere Belege
1. ↑  Das Kapitel zur damaligen Gemeinde Thüngenthal der Beschreibung des Oberamts Hall von 1847 nennt den Abschnitt mindestens ab Altenhausen (See an der ehemaligen Wasserburg) bis mindestens in Tüngental Hummelbach.
2. ↑  Modellierte Werte nach Abfluss-BW Gewässerknoten MQ/MNQ
3. ↑  Wolf-Dieter Sick: Geographische Landesaufnahme: Die naturräumlichen Einheiten auf Blatt 162 Rothenburg o. d. Tauber. Bundesanstalt für Landeskunde, Bad Godesberg 1962. → Online-Karte (PDF; 4,7 MB)
4. ↑  Im Unterlauf ab der Aufnahme seines langen rechten Zuflusses auch Wonbach. Siehe dazu Geoportal Baden-Württemberg (Hinweise). Auf dem noch älteren Blatt Hall (Nr. XXX nach Editionsfolge, Nr. 11 nach späterer geographischer Abzählung; PDF, 6,1 MByte) von 1841 des Topographischen Atlasses des Königreichs Württemberg sogar ab Ramsbach.
5. ↑  Geologie nach: Mapserver des Landesamtes für Geologie, Rohstoffe und Bergbau (LGRB) (Hinweise)
6. ↑  Digitalisat der Hällischen Chronik auf dem Server der Universitätsbibliothek Bielefeld. Siehe dort die S. 66–68.